# 59e corps d'armée (Allemagne)
Le 59e corps d'armée (en allemand : LIX. Armeekorps) était un corps d'armée de l'armée de terre allemande: la Heer au sein de la Wehrmacht pendant la Seconde Guerre mondiale.

## Hiérarchie des unités
| Nom          | Nbre d'hommes       | Unités subalternes                | Grade de commandement                 |
| ------------ | ------------------- | --------------------------------- | ------------------------------------- |
| Heeresgruppe | + 300 000           | 2 à + Armeen (Armées)             | Generaloberst ou Generalfeldmarschall |
| Armee        | + 100 000 - 300 000 | 2 à + Armeekorps (Corps d'armées) | General ou Generaloberst              |
| Armeekorps   | + 30 000 - 80 000   | 2 à + Divisionen (Division)       | Generalleutnant ou General            |
| Division     | + 10 000 – 20 000   | 2 à 6 Brigaden (Brigade)          | Generalmajor ou Generalleutnant       |
| Brigade      | + 3 000 – 5 000     | jusqu'à 3 Regimentern (Régiment)  | Oberst ou Generalmajor                |

## Historique
Le 59e corps d'armée allemand est formé le 20 janvier 1942, son état-major étant formé à partir de Höheres Kommando z.b.V. LIX.
Il capitule face aux forces soviétiques en Tchécoslovaquie en mai 1945.

## Organisations

### Commandants successifs
| Date                               | Grade                      | Commandant               |
| ---------------------------------- | -------------------------- | ------------------------ |
| 20 janvier 1942 - 26 juin 1942     | General der Infanterie     | Kurt von der Chevallerie |
| 26 juin 1942 - 25 juillet 1942     | Generalleutnant            | Carl Hilpert             |
| 25 juillet 1942 - 17 janvier 1943  | General der Infanterie     | Kurt von der Chevallerie |
| 17 janvier 1943 - 15 mars 1943     | General der Panzertruppen  | Erich Brandenberger      |
| 15 mars 1943 - 4 février 1944      | General der Infanterie     | Kurt von der Chevallerie |
| 8 février 1944 - 21 mars 1944      | General der Infanterie     | Friedrich Schulz         |
| 21 mars 1944 - 2 juin 1944         | Generalleutnant            | Edgar Röhricht           |
| 2 juin 1944 - 10 juin 1944         | Generalleutnant            | Friedrich-Wilhelm Müller |
| 10 juin 1944 - 29 janvier 1945     | General der Infanterie     | Edgar Röhricht           |
| 29 janvier 1945 - 1er février 1945 | Generalleutnant            | Joachim von Tresckow     |
| 1er février 1945 - ? février 1945  | General der Gebirgstruppen | Georg Ritter von Hengl   |
| ? février 1945 - 8 mai 1945        | Generalleutnant            | Ernst Sieler             |

### Chef des Generalstabes
| Date                              | Grade               | Commandant          |
| --------------------------------- | ------------------- | ------------------- |
| 20 janvier 1942 - 10 avril 1942   | Oberstleutnant i.G. | Otto Zeltmann       |
| ? - ?                             | ?                   | ?                   |
| 2 janvier 1943 - Juin 1944        | Oberst i.G.         | Heinz Schleusener   |
| 10 juin 1944 - 1er septembre 1944 | Oberst i.G.         | Friedrich Berendsen |
| 1er septembre 1944 - Mai 1945     | Oberst i.G.         | Max von Groll       |

### 1. Generalstabsoffizier (Ia)
| Date                           | Grade               | Commandant              |
| ------------------------------ | ------------------- | ----------------------- |
| 20 janvier 1942 - 10 juin 1944 | Oberstleutnant i.G. | Braune-Krikau           |
| 10 juin 1944 - Novembre 1944   | Major i.G.          | Otto Haack              |
| 10 novembre 1944 - Mars 1945   | Major i.G.          | von Schweinitz          |
| Mars 1945 - Mai 1945           | Major i.G.          | Hans-Georg von Schlicht |

## Théâtres d'opérations
- Front de l'Est secteur Sud : Janvier 1942 - Février 1945
- Tchécoslovaquie : Février 1945 - Mai 1945

### Rattachement d'Armées
| Date    | Armée          | Groupe d'Armées          |
| ------- | -------------- | ------------------------ |
| 1942    |                |                          |
| Janvier | 7. Armee       | Heeresgruppe D           |
| Février | 3. Panzerarmee | Heeresgruppe Mitte       |
| Mai     | z.Vfg.         | Heeresgruppe Mitte       |
| 1943    |                |                          |
| Janvier | z.Vfg.         | Heeresgruppe Mitte       |
| Février | 3. Panzerarmee | Heeresgruppe Mitte       |
| Octobre | 4. Panzerarmee | Heeresgruppe Süd         |
| 1944    |                |                          |
| Janvier | 4. Panzerarmee | Heeresgruppe Süd         |
| Mars    | 1. Panzerarmee | Heeresgruppe Süd         |
| Avril   | 1. Panzerarmee | Heeresgruppe Nordukraine |
| Août    | 17. Armee      | Heeresgruppe Nordukraine |
| Octobre | 17. Armee      | Heeresgruppe Nordukraine |
| 1945    |                |                          |
| Janvier | 17. Armee      | Heeresgruppe Nordukraine |
| Février | 1. Panzerarmee | Heeresgruppe Mitte       |

### Unités subordonnées

#### Unités organiques
?

#### Unités rattachées
7 février 1942
- 205. Infanterie-Division
- 330. Infanterie-Division
- 10. Schützen-Brigade 10
- Infanterie-Regiment 257
- Infanterie-Regiment 51 (mot)
- Feld-Kommandantur Witebsk

15 mars 1942
- 330. Infanterie-Division
- 205. Infanterie-Division
- Brigade Waldnfels
- Gruppe Sinzinger (verst. IR 257)
- Gruppe Wallner
- Stab Leyendecker
- Infanterie-Regiment 51 (mot)
- Feldkommandantur Witebsk

15 avril 1942
- 330. Infanterie-Division
- 205. Infanterie-Division
- verstärktes Infanterie-Regiment 547
- Gruppe Schröder (v.a III. / IR 323 u. Wach-Btl. 705)
- Standort-Kommandantur Witebsk

1er août 1943
- 291. Infanterie-Division
- 263. Infanterie-Division

20 septembre 1943
- 2. Panzer-Division
- 8. Panzer-Division
- 217. Infanterie-Division

1er octobre 1943
- 183. Infanterie-Division
- 8. Panzer-Division
- 217. Infanterie-Division
- 339. Infanterie-Division
- 291. Infanterie-Division

26 décembre 1943
- 291. Infanterie-Division
- Korps-Abteilung C

16 septembre 1944
- 359. Infanterie-Division
- 371. Infanterie-Division

13 octobre 1944
- 371. Infanterie-Division
- 359. Infanterie-Division
- 544. Volks-Grenadier-Division

19 février 1945
- 68. Infanterie-Division
- 75. Infanterie-Division
- 253. Infanterie-Division
- 544. Volks-Grenadier-Division
- 359. Infanterie-Division

1er mars 1945
- Kampfgruppe 544. Volks-Grenadier-Division
- 253. Infanterie-Division
- Kampfgruppe 75. Infanterie-Division
- 68. Infanterie-Division

12 avril 1945
- 544. Volks-Grenadier-Division
- 16. Panzer-Division
- 19. Panzer-Division
- 715. Infanterie-Division
- 4. Gebirgs-Division

## Sources
- (de) LIXe Armeekorps sur lexikon-der-wehrmacht.de